# Džemaludin Mušović
Džemaludin Mušović (* 30. Oktober 1944 in Sarajevo) ist ein ehemaliger jugoslawischer Fußballspieler und heutiger bosnischer Fußballtrainer.

## Spielerkarriere
Mušović begann seine Spielerkarriere beim FK Sarajevo. Er debütierte 1965 in der jugoslawischen Nationalmannschaft, für die er bis 1968 zehn Spiele bestritt und dabei zwei Tore erzielte. 1966 wurde er mit Hajduk Split Pokalsieger.
1972 wechselte er nach Belgien zu Standard Lüttich, wo er in den folgenden zwei Jahren in 58 Ligaspielen 24 Tore erzielte.
Von 1975 bis 1978 ließ er seine Karriere in Frankreich bei LB Châteauroux und dem FC Valenciennes ausklingen.

### Erfolge
- 1× Jugoslawischer Pokalsieger (1967 mit Hajduk Split)

## Trainerkarriere
Seine Trainerkarriere begann Mušović bei kleinen Klubs in Bosnien-Herzegowina. Sein erster Erfolg war der Aufstieg in die 1. Liga Jugoslawiens mit Celik Zenica 1986.
1988 übernahm er seinen Stammverein FK Sarajevo, bei dem er in den folgenden zwei Jahren tätig war. Gleichzeitig war er unter Ivica Osim Co-Trainer der jugoslawischen Nationalmannschaften. Der sportliche Höhepunkt dieser Zeit war das Erreichen des Viertelfinales der Weltmeisterschaft 1990.
Nach der WM ging Mušović nach Katar und trainierte dort bis 1995 die Vereine FC Qatar, Al-Sadd und Al-Arabi. 1995/96 trainierte er in den Vereinigten Arabischen Emiraten die Mannschaft von Al-Jazira Club. Nachdem der Bosnienkrieg 1996 zu Ende gegangen war, kehrte er in seine Heimat zurück und arbeitete bis 1998 als Sportdirektor im Fußballverband von Bosnien-Herzegowina. Von 1998 bis 1999 trainierte er die Nationalmannschaft des Landes.
1999 kehrte Mušović nach Katar zurück. 2000 gewann er mit Al-Sadd die Meisterschaft und den Emir-Pokal. 2002 und 2004 siegte er mit dem Qatar SC im Crown Prince Cup und 2003 in der Meisterschaft. 2002, 2003 und 2004 wurde er außerdem zum Trainer des Jahres in Katar gewählt.
Im August 2004 löste Mušović den Franzosen Philippe Troussier als Teamchef der Fußballnationalmannschaft von Katar ab und gewann umgehend den Golfpokal. Bei den Asienspielen im Dezember 2006 gewann er mit der Katarischen Mannschaft die Goldmedaille.
Nachdem die Katarische Mannschaft jedoch sowohl beim Golfpokal als auch bei der Asienmeisterschaft in der Vorrunde gescheitert war, wurde Mušović im Juli 2007 entlassen.

### Erfolge
- 3× Trainer des Jahres in Katar (2002, 2003, 2004)
- 2× Meister von Katar (2000, 2003)
- 1× Sieger im Emir-Pokal
- 2× Sieger im Crown Prince-Cup (2002, 2004)
- 1× Meister der zweiten jugoslawischen Liga (1986 mit Celik Zenica)

## Privat
Mušović ist verheiratet und zweifacher Vater.